# Günther Ballier
Günther Anton Albert Gustav Ballier (* 18. Oktober 1900 in Berlin; † 20. April 1980 ebenda) war ein deutscher Film- und Theaterschauspieler und Synchronsprecher, der vor allem als Nebendarsteller in DEFA- und DFF-Produktionen tätig war.

## Leben
Ballier studierte Theaterwissenschaften und arbeitete bis 1923 zeitweilig als Bankangestellter, ehe er verschiedene Theater-Engagements an Bühnen in Potsdam, Neuss, Hannover, Augsburg und Berlin wahrnahm. Neben seiner Theaterarbeit arbeitete er ab 1933 in deutschen Filmen in zumeist kleineren Rollen, darunter in Filmen wie Heideschulmeister Uwe Karsten (1933) und Die Liebe und die erste Eisenbahn (1934), mit.
Nach dem Ende des Zweiten Weltkrieges gastierte er am Landestheater in Brandenburg und an verschiedenen Berliner Bühnen, unterbrochen von einer kurzen Dozententätigkeit an der Schauspielakademie Fritz Kirchhoff. Ab 1949 folgten dann auch wieder Angebote für Film- und Fernsehtätigkeiten, wo er allerdings ausschließlich in kleineren Rollen in DDR-Produktionen zu sehen war.

## Filmografie (Auswahl)
- 1933: Heideschulmeister Uwe Karsten
- 1934: Pipin der Kurze
- 1934: Ein Kind, ein Hund, ein Vagabund
- 1935: Der höhere Befehl
- 1935: Das Mädchen Johanna
- 1936: Das Hofkonzert
- 1937: Der Mann, der Sherlock Holmes war
- 1937: La Habanera
- 1938: Das Verlegenheitskind
- 1939: Flucht ins Dunkel
- 1939: Männer müssen so sein
- 1940: Die Rothschilds
- 1942: Anschlag auf Baku
- 1948: Schuld allein ist der Wein
- 1950: Familie Benthin
- 1951: Die Meere rufen
- 1953: Geheimakten Solvay
- 1956: Der Teufelskreis
- 1956: Besondere Kennzeichen: keine
- 1956: Der Richter von Zalamea
- 1957: Gejagt bis zum Morgen
- 1957: Der Fackelträger
- 1958: Emilia Galotti
- 1958: Der Prozeß wird vertagt
- 1959: Das Feuerzeug
- 1959: Verwirrung der Liebe
- 1959: Bevor der Blitz einschlägt
- 1959: Weimarer Pitaval: Der Fall Harry Domela (Fernsehreihe)
- 1960: Fernsehpitaval: Der Fall Haarmann (Fernsehreihe)
- 1961: Gewissen in Aufruhr (TV-Miniserie)
- 1961: Fernsehpitaval: Der Fall Denke
- 1962: Fernsehpitaval: Auf der Flucht erschossen
- 1963: Christine
- 1963: Nebel
- 1963: Bonner Pitaval: Die Affäre Heyde-Sawade (Fernsehreihe)
- 1965: Solange Leben in mir ist
- 1966: Lebende Ware
- 1966: Blaulicht – Folge 26: Maskenball
- 1970: Effi Briest (Fernsehfilm)
- 1970: Jeder stirbt für sich allein (Fernsehfilm, 3 Teile)
- 1974: Die Frauen der Wardins (Fernseh-Dreiteiler)
- 1975: Polizeiruf 110 – Das letzte Wochenende (TV-Reihe)

## Theater
- 1952: Peter Karvaš: Menschen unserer Straße – Regie: Gottfried Herrmann (Theater am Schiffbauerdamm Berlin)
- 1960: Georges Courteline: Der gemütliche Kommissar – Regie: Franz Kutschera (Volksbühne Berlin – Theater im 3. Stock)
- 1961: Friedrich Wolf: Beaumarchais oder Die Geburt des Figaro (Höfling) – Regie: Rudi Kurz (Volksbühne Berlin)
- 1963: Lope de Vega: Ritter vom Mirakel – Regie: Fritz Bennewitz (Volksbühne Berlin)

## Hörspiele
- 1956: Herbert Burgmüller/Manfred Schäffer: Sein Lied war deutsch – Regie: Hans Busse (Hörspiel – Rundfunk der DDR)
- 1960: Rolf Schneider: Der dritte Kreuzzug oder Die wundersame Geschichte des Ritters         Kunifried von Raupenbiel und seine Aventiuren – Regie: Wolfgang Brunecker (Hörspiel – Rundfunk der DDR)
- 1960: Rolf Schneider: Affären – Regie: Werner Stewe (Hörspiel – Rundfunk der DDR)
- 1961: Rolf Schneider: Prozeß Richard Waverly – Regie: Otto Dierichs (Hörspiel – Rundfunk der DDR)
- 1961: Heinrich Böll: Zum Tee bei Doktor Borsig (Diener) – Regie: Wolfgang Brunecker (Hörspiel – Rundfunk der DDR)
- 1961: Günter Koch/Manfred Uhlmann: Mordsache Brisson – Regie: Hans Knötzsch (Dokumentation – Rundfunk der DDR)
- 1963: Rolf Schneider: Die Unbewältigten – Regie: Edgar Kaufmann (Hörspiel – Rundfunk der DDR)
- 1967: Horst Enders: Die Rettungsmedaille (Dr. Mathussen) – Regie: Ingeborg Milster (Kinderhörspiel – Rundfunk der DDR)
- 1968: Maxim Gorki: Pasquarello – Der Redakteur – Regie: Detlef Kurzweg (Kinderhörspiel – Rundfunk der DDR)